# Sous-direction Cyber et Financière
 (novembre 2024).
La Sous-direction Cyber et Financière (SDCF), anciennement sous-direction des Affaires économiques et financières (SDAEF) est l'une des quatre sous-directions de la direction régionale de la police judiciaire de la préfecture de police de Paris.

## Histoire
La SDCF a été créée le 2 octobre 2000, à la suite de la réforme du printemps 1999 qui avait créé les directions de la police urbaine de proximité (DPUP) et les directions de l'ordre public et de la circulation (DOPC), et réorganisé la direction de la Police judiciaire au niveau territorial (redécoupage des divisions de police judiciaire) et au niveau de son état-major.
La SDCF a décidé de regrouper ses moyens par pôles de compétences pour lutter plus efficacement contre des formes financières de criminalité (blanchiment d'argent, corruption, atteinte aux libertés publiques, infraction au code des marchés publics, infraction à la législation sur les sociétés, trafic d'influence).
Forte de près de quatre cents fonctionnaires, elle comprend sept brigades spécialisées :
- la Brigade financière (BF) ;
- la Brigade de recherches et d'investigations financières (BRIF) ;
- la Brigade d'enquêtes sur les fraudes aux technologies de l'information (BEFTI) également nommée la Brigade de lutte contre la cyber criminalité (BL2C) ;
- la Brigade de répression de la délinquance astucieuse (BRDA) ;
- la Brigade des fraudes aux moyens de paiement (BFMP) ;
- la Brigade de répression de la corruption et de la fraude fiscale (BRCF), anciennement Brigade de répression de la délinquance économique (BRDE) ;
- la Brigade de répression de la délinquance aux personnes (BRDP) (créée en 2005).

La SDAEF a également comporté deux autres brigades :
- la brigade des affaires sanitaires et des libertés publiques (BASLP) — dissoute en 2005 ;
- la brigade d'enquêtes sur les atteintes à la personne (BEAP) — dissoute en 2005.